# Шипковица (Радовиште)
Шипковица (мкд. Шипковица) је насеље у Северној Македонији, у источном делу државе. Шипковица је насеље у оквиру општине Радовиште.

## Географија
Шипковица је смештена у источном делу Северне Македоније. Од најближег града, Радовишта, насеље је удаљено 15 km северно.
Насеље Шипковица се налази у историјској области Јуруклук. Насеље је положено на западним висовима планине Плачковице. Надморска висина насеља је приближно 1.200 метара. 
Месна клима је планинска због знатне надморске висине.

## Становништво
Шипковица је према последњем попису из 2002. године била без становника.
Већинско становништво у насељу су били етнички Македонци. Они су се спонтано раселили.
Претежна вероисповест месног становништва било је православље.